# Tivela mactroides
Tivela mactroides (nomeada, em inglês, trigonal Tivela; em castelhano, na Venezuela, guacuco; em português, no Brasil, sapinhaguá, sapinhauá, sapinhoá, sapinhanguá, cernambi – Segundo o Dicionário Aurélio a denominação "cernambi" é dada especialmente para Anomalocardia flexuosa; ainda citando Amarilladesma mactroides e Erodona mactroides sob tal nome – sernambi, berbigão, marisco-de-areia ou crioulo; aparentada à amêijoa portuguesa. O Dicionário Houaiss ainda cita os seguintes sinônimos: maçambique, maçunim, moçambique, samanguaiá, samanguiá, samongoiá, simanguaiá, simongoiá, simongóia; dando o Dicionário Aurélio tais nomes para Amarilladesma mactroides, em confusão de sinonímia) é uma espécie de molusco Bivalvia, marinha e litorânea, da família Veneridae e gênero Tivela, classificada por Ignaz Edler von Born e denominada Venus mactroides, em 1778, na sua obra Index rerum naturalium Musei Caesarei Vindobonensis. Verzeichniss der Natürlichen Seltenheiten des K.K. Naturalien Kabinets zu Wien. Erster Theil, Schalthiere. Pars 1 Testacea. Habita as costas do oeste do Atlântico, do México e mar do Caribe até a região sul do Brasil, em Santa Catarina, enterrando-se no substrato arenoso-lamoso de águas rasas e na zona entremarés das praias, geralmente a cerca de 20 centímetros de profundidade e variando entre 10 a 30 centímetros, com aumento do número de indivíduos ao se afastar das regiões estuarinas. É usada para a alimentação humana, na Venezuela e Brasil, sendo explorada comercialmente; podendo ser encontrada em sambaquis, do Rio de Janeiro até Santa Catarina, e sendo também utilizada como matéria-prima para o artesanato. Embora seja uma espécie comum, em 2018 a Tivela mactroides foi colocada no Livro Vermelho do ICMBio; considerada uma espécie deficiente de dados (DD).

## Descrição da concha
Tivela mactroides possui concha trigonal, lisa, de valvas espessas e com finas linhas de crescimento e infladas; com coloração e padronagem de faixas variada, indo de indivíduos de concha branca a diversas tonalidades de creme, creme-amarelado, castanho, castanho-alaranjado, cinza ou lilás; dotada de margem anterior arredondada e mais curta do que a posterior; com umbo proeminente e subcentral, de região mais clara do que a da margem ventral; podendo atingir tamanhos de aproximadamente 4.5 centímetros de comprimento, quando bem desenvolvida. Perióstraco fino e castanho-amarelado (como observado no espécime de concha branca, na foto) a castanho-escuro, pouco brilhante e deiscente. O interior das valvas geralmente é branco, mas também pode ser manchado de violeta.

## Etimologia demactroides
A etimologia do epíteto específico mactroides está relacionada com o gênero Mactra de bivalves e significaria "na forma de Mactra", "parecido com Mactra".

## Predação
Além da predação por organismos marinhos, como gastrópodes que lhe perfuram a concha, o guia Conchas de Moluscos Marinhos do Paraná afirma que esta espécie é predada por aves marinhas - "ex.: a gaivota Larus dominicanus que alça voo com o molusco na boca, a cerca de 10 metros o solta para quebrar a concha na areia e comer as partes moles".